# Anguilla reinhardtii
Anguilla reinhardtii är en fiskart som beskrevs av Steindachner, 1867. Anguilla reinhardtii ingår i släktet Anguilla och familjen egentliga ålar. Inga underarter finns listade i Catalogue of Life.